# محمد محمد حبيب
محمد محمد حبيب هو لاعب كرة سلة مصري وُلد عام 1914م. مثّل منتخب بلاده. شارك في دورة الألعاب الأولمبية الصيفية سنة 1948.

## روابط خارجية
- محمد محمد حبيب على موقع الاتحاد الدولي لكرة السلة (الإنجليزية)
- محمد محمد حبيب على موقع سبورتس رفرنس (الإنجليزية)
- محمد محمد حبيب على موقع أوليمبيديا (الإنجليزية)